# انتقال حاکمیت ماکائو
انتقال حاکمیت ماکائو (چینی: 澳門回歸؛ پرتغالی: Transferência da soberania de Macau) از پرتغال به جمهوری خلق چین در ۲۰ دسامبر ۱۹۹۹ رخ داد.
ماکائو توسط بازرگانان پرتغالی در سال ۱۵۵۷ در زمان دودمان مینگ مسکونی شد و متعاقباً تا سال ۱۹۹۹ تحت درجات مختلف حکومت پرتغالی‌ها قرار داشت. دخالت پرتغال در منطقه به‌طور رسمی توسط دودمان چینگ در سال ۱۷۴۹ به رسمیت شناخته شد. فرماندار پرتغالی ژوائو ماریا فریرا دو آمارال، که با جنگ نخست تریاک و پیمان نانکینگ جسارت یافته بود، تلاش کرد این قلمرو را ضمیمه پرتغال کند و مقامات کینگ را در سال ۱۸۴۶ اخراج کرد، اما ترور شد. پس از جنگ دوم تریاک، دولت پرتغال به همراه یک نماینده بریتانیا، پیمان پکن را در سال ۱۸۸۷ امضا کردند که به پرتغال حقوق دائمی استعماری را به ماکائو می‌داد، مشروط بر اینکه پرتغال در تلاش برای پایان دادن به قاچاق تریاک همکاری کند.
پس از تأسیس جمهوری خلق چین در سال ۱۹۴۹ و انتقال کرسی چین به جمهوری خلق چین در سازمان ملل در سال ۱۹۷۱، هوانگ هوا، وزیر امور خارجه، از کمیته ویژه سازمان ملل برای استعمارزدایی درخواست کرد تا ماکائو (و هنگ کنگ) را از فهرست مستعمرات خود حذف کند. او ترجیح می‌داد که مذاکرات دوجانبه به بازگرداندن آن‌ها به چین به جای استقلال آن‌ها (چنانچه که از گنجاندن آن‌ها در این فهرست برمی‌آمد) ختم شود.
در ۲۵ آوریل ۱۹۷۴، گروهی از افسران چپگرای پرتغالی کودتایی را سازماندهی کردند و جکومت دیکتاتوری را که برای ۴۸ سال در قدرت بود، سرنگون کردند. دولت جدید شروع به انتقال پرتغال به یک سیستم دموکراتیک کرد و متعهد به استعمارزدایی شد. دولت سیاست‌های استعمارزدایی فراوانی را اجرا کرد و پیشنهاد واگذاری ماکائو به چین را در سال ۱۹۷۸ ارائه نمود. دولت چین این پیشنهاد را رد کرد و معتقد بود که انتقال زودهنگام ماکائو بر روابط با هنگ کنگ تأثیر می‌گذارد.
در ۳۱ دسامبر ۱۹۷۵، دولت پرتغال نیروهای باقی‌مانده خود را از ماکائو خارج کرد. در ۸ فوریه ۱۹۷۹، دولت پرتغال تصمیم گرفت روابط دیپلماتیک خود را با جمهوری چین قطع کند و روز بعد با جمهوری خلق چین روابط دیپلماتیک برقرار کرد. پرتغال و جمهوری خلق چین، هر دو ماکائو را به عنوان قلمرو چین به رسمیت شناختند. این مستعمره تا ۲۰ دسامبر ۱۹۹۹ تحت حاکمیت پرتغال باقی ماند و در آن تاریخ به چین منتقل شد و به منطقه اداری ویژه ماکائو در جمهوری خلق چین تبدیل شد. این پایانِ نزدیک به ۶۰۰ سال دوران استعمار اروپا بود.